# Nuklearna zagłada

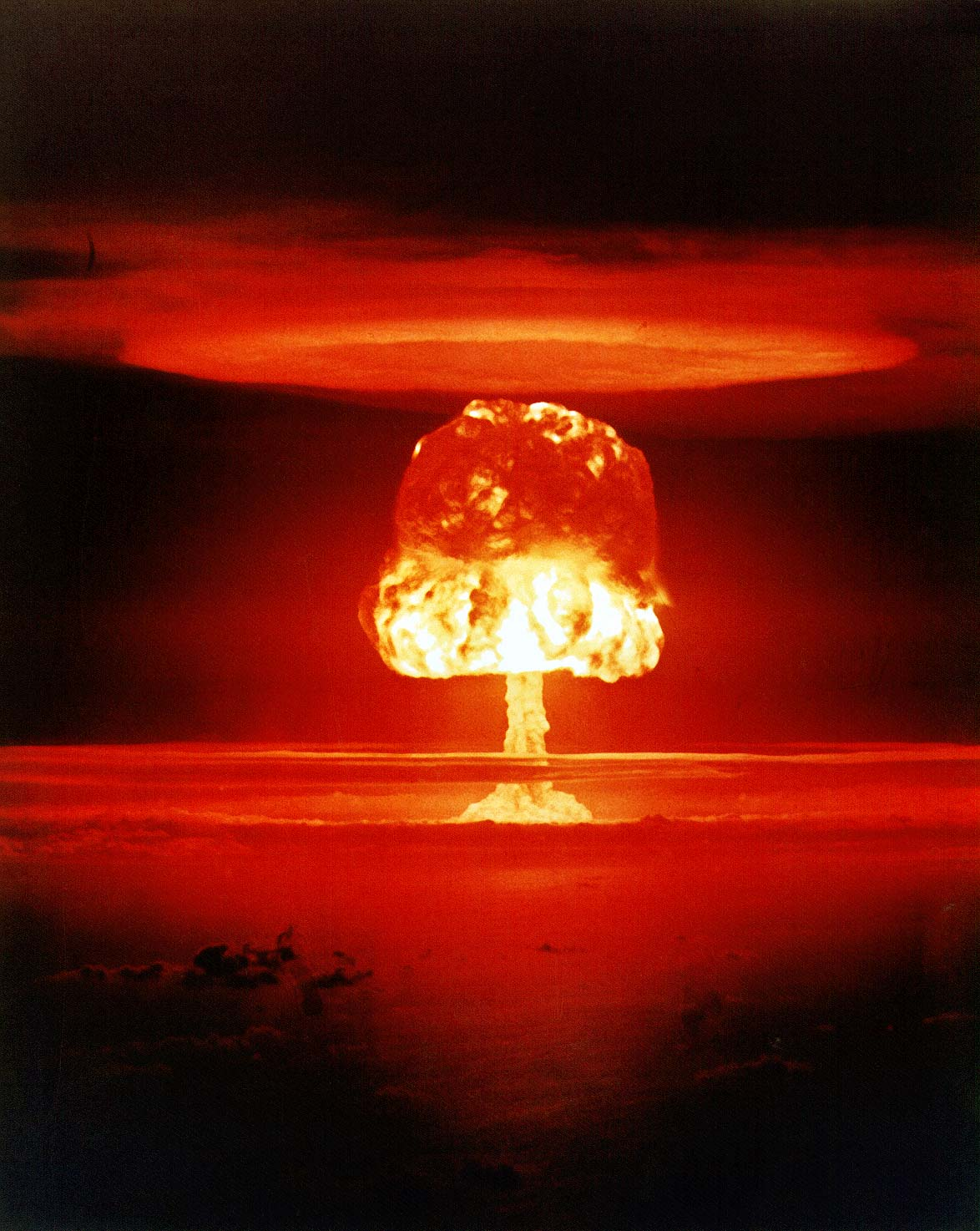
Grzyb atomowy powstały w wyniku eksplozji termojądrowej Castle Romeo w 1954

Nuklearna zagłada (ang. Nuclear holocaust) – scenariusz zakładający możliwą całkowitą zagładę ludzkości, spowodowaną użyciem dużej ilości broni jądrowej. Fizycy jądrowi spekulują, że wojna jądrowa mogłaby zakończyć istnienie współczesnej cywilizacji na Ziemi wskutek działania opadu promieniotwórczego, impulsów elektromagnetycznych czy hipotetycznego efektu zimy nuklearnej. Od 1947 tyka Zegar zagłady autorstwa naukowców z Bulletin of the Atomic Scientists, który ma za zadanie wizualizować bliskość zagrożenia wojną nuklearną. W 1971 Philip Noel-Baker stwierdził, że Stany Zjednoczone oraz Związek Radziecki posiadają na tyle duży arsenał jądrowy, że są w stanie zniszczyć ludzkość trzy lub czterokrotnie, jednak ta konstatacja nie była podparta żadnymi naukowymi źródłami. W 1980 Narody Zjednoczone w raporcie zatytułowanym General and Complete Disarmament. Comprehensive Study on Nuclear Weapons: Report of the Secretary-General (Powszechne i całkowite rozbrojenie. Wszechstronne badanie broni jądrowej: Raport Sekretarza Generalnego) określiły, że potencjał nuklearny na ten rok wynosił 13 tysięcy megaton. Najbardziej spornym tematem dotyczącym zagłady wśród naukowców jest teoria zimy nuklearnej.

## Zagłada nuklearna w kulturze
Nuklearna zagłada odgrywa istotną rolę w postapokaliptycznej literaturze oraz filmach fantastyczno-naukowych, jak na przykład w filmach Inwazja na USA, czy Doktor Strangelove, czyli jak przestałem się martwić i pokochałem bombę Stanleya Kubricka. W 1954, po testach jądrowych Castle Bravo, pisarz Nevil Shute napisał powieść pod tytułem Ostatni brzeg, wydaną w 1957. Powieść ta jako pierwsza poruszała problem ewentualnej zagłady ludzkości. W 1982 aktywista postulujący nuklearne rozbrojenie, Jonathan Schell, opublikował książkę zatytułowaną Przeznaczenie ziemi (The Fate of the Earth), gdzie przedstawił wizję wymierania wskutek wojen jądrowych.